# Joey DeMaio
Joey DeMaio (Auburn, New York, 6 maart 1954) is medeoprichter, basgitarist en de belangrijkste tekstsschrijver van de heavymetalband Manowar.
Hij werkte in de jaren 70 als pyrotechnicus voor Black Sabbath. Hij speelde toen met David Feinstein in Feinsteins project Thunder. Tijdens de “Heaven And Hell”-Toer van Black Sabbath in 1980 leerde DeMaio Ross “The Boss” Friedmann kennen, die op dat moment gitarist was bij de band Shakin' Streets, die in het voorprogramma speelde. DeMaio en Friedman besloten samen een nieuwe band op te richten, die de naam Manowar kreeg. Twee jaar na de oprichting, in 1982, kwam het debuutalbum Battle Hymns uit. Hij staat ook wel bekend om zijn harde uitspraken op het podium of tijdens interviews. Hij was ook de producent van enkele heavymetalgroepen zoals Rhapsody of Fire.
- Gemeinsame Normdatei: 134357221
- International Standard Name Identifier: 0000 0000 5546 9309
- Library of Congress Control Number: no98052553
- MusicBrainz: 7db07923-17d5-4353-80e8-f3fed7977576
- Nationale Bibliotheek van Tsjechië: xx0080896
- Virtual International Authority File: 29147739